# Fabio Rossitto
Fabio Rossitto (ur. 21 września 1971 w Aviano) – były włoski piłkarz występujący najczęściej na pozycji prawego pomocnika.

## Kariera klubowa
Fabio Rossitto zawodową karierę rozpoczynał w 1989 roku w Udinese Calcio. W Serie A zadebiutował 17 stycznia 1990 roku w spotkaniu przeciwko Bologni. Na stałe miejsce w podstawowej jedenastce tego zespołu wywalczył sobie w sezonie 1992/1993, kiedy to rozegrał 31 ligowych pojedynków. Wówczas w linii pomocy grał między innymi z Markiem Koźmińskim oraz Piotrem Czachowskim. W Udinese Rossitto występował także u boku takich zawodników jak Francesco Statuto, Giovanni Stroppa, Massimiliano Cappioli czy Giuliano Giannichedda. W ekipie „Bianconerich” włoski piłkarz spędził łącznie 7 lat, w trakcie których występował zarówno w pierwszej, jak i drugiej lidze. Dla Udinese rozegrał łącznie 187 meczów, w których zdobył 4 bramki.
W 1997 roku Rossitto podpisał kontrakt z SSC Napoli. W jego barwach wystąpił w 53 spotkaniach Serie B, po czym przeniósł się do Fiorentiny. W debiutanckim sezonie w zespole „Fioletowych” dotarł do finału Pucharu UEFA, gdzie Fiorentina przegrała z Juventusem. Włoski pomocnik razem ze swoją drużyną w Serie A zajmował kolejno 12. i 2 razy 13. miejsce.
Latem 2002 roku Włoch powrócił do Udinese, gdzie tym razem także musiał pogodzić się z rolą rezerwowego. Podopieczni Luciano Spallettiego uplasowali się w lidze na 6. i 7. miejscu, a Rossitto po zakończeniu sezonu 2003/2004 odszedł do belgijskiego Germinalu Beerschot Antwerpia. W drużynie „De Ratten” rozegrał tylko 10 meczów i zimą powrócił do kraju, gdzie został zawodnikiem SSC Venezia. W latach 2005–2007 Rossitto występował w zespole Sacilese Calcio, po czym zakończył karierę.

## Kariera reprezentacyjna
W 1994 roku Rossitto razem z reprezentacją Włoch do lat 21 wywalczył Młodzieżowe Mistrzostwo Europy pokonując w finale 1:0 Francję. 2 lata później Arrigo Sacchi powołał go do seniorskiej kadry na Euro 1996. Na imprezie tej Włosi zajęli 3. miejsce w swojej grupie i odpadli z turnieju. Łącznie dla drużyny narodowej Rossitto rozegrał 1 spotkanie.